# Cercasi l'uomo giusto
Cercasi l'uomo giusto (Making Mr. Right) è un film di Susan Seidelman del 1987.

## Trama
Frankie Stone, un'avvenente giovane pubblicitaria delusa dal suo ultimo spasimante, Steve Marcus - interessato più alle avventure galanti e alla propria campagna elettorale che a lei - decide di lasciarlo. Comincia dunque ad impegnarsi in un'altra impresa di lavoro: far conoscere ed apprezzare la più recente creazione di una famosa industria di robotica, un androide, Ulisse, identico al suo ideatore, il professore Peters, il quale lo ha programmato per missioni spaziali e per qualsiasi operazione che comporti gravi rischi per un uomo. Quando Ulisse conosce Frankie si sente attratto dalla bella ragazza che dal canto suo non è indifferente a quella strana creatura. 
Riuscito a scappare dal laboratorio, Ulisse segue Frankie per poi sparire tra la folla; incontra Sandy, una vivace ragazza innamorata di Peters che, scambiandolo per lui, lo trascina in vari negozi combinando guai di ogni genere; conosce Trish, un'amica di Frankie separata dal marito Donald, e ha un rapporto d'amore con lei, ma qualcosa nel suo meccanismo si inceppa. Frankie riesce a rimetterlo a posto e a riportarlo al laboratorio da Peter che è sempre più contrariato dalla presenza della donna che intralcia i suoi piani scientifici. Il giorno della partenza per lo spazio, Ulisse sembra pronto per la sua missione e Frankie è ormai rassegnata a non pensare più a lui. Senonché il missile parte con a bordo Peters che per amore della scienza si è sacrificato lasciando Ulisse a terra tra le braccia di Frankie.

## Critica
«... pretese di satira pseudofemminista... Futile.» * 